# Umberto Eco
Umberto Eco, italijanski filozof, semiotik in pisatelj, * 5. januar 1932, Alessandria, Italija, † 19. februar 2016, Milano.

## Življenjepis
Eco je bil rojen v mestu Alessandria v Italiji.
Njegov oče Giulio je bil računovodja preden so ga vpoklicali v tri vojne. Med 2. svetovno vojno se je Umberto skupaj z mamo Giovanno preselil v majhno vas v Piemontskih gorah.
Njegov priimek je akronim za ex caelis oblatus (lat: dan z nebes), ki je prvič bil dan njegovemu dedu.
Po doktoratu iz srednjeveške filozofije in literature (Tomaž Akvinski) leta 1954 je bil najprej zaposlen na RAI v kulturnem uredništvu televizije, kasneje je med drugim predaval estetiko na fakultetah v Torinu in Milanu, kamor se je po poroki septembra 1962 z nemško učiteljico umetnosti Renate Ramge preselil, ter semiotiko na univerzi v Bologni. Na številnih univerzah, na katerih je predaval, so mu podelili tudi častne doktorate. Svetovno znan pisatelj je postal s prvencem Ime rože (1980).

## Delo
Je priznani semiotik in medievalist. Nekatere ugotovitve v njegovem znanstvenem delu (Odprto delo, Odsotna struktura, Razprava o splošni semiotiki, Umetnost in lepota v srednjeveški estetiki, Moje interpretacije, Interpretacija in nadinterpretacija) so vplivale tudi na njegove romane: Ime rože, Foucaultovo nihalo, Otok prejšnjega dne in Baudolino. V njih je opazna postmodernistična predpostavka, da novo v literaturi ni več možno, mogoče pa je iz delčkov (literarne) tradicije sestaviti nove kombinacije in tako prenavljati dediščino oziroma vzpostaviti dialog literature z literaturo. Ecovi romani združujejo literarne aluzije in jezikovno znanje, oblikovano v različna družbena, zgodovinska in filozofska sporočila.

### Romani
- Ime rože (Il nome della rosa, 1980)
- Foucaultovo nihalo (Il pendolo di Foucault, 1988)
- Otok prejšnjega dne (L'isola del giorno prima, 1994)
- Baudolino (Baudolino, 2000)
- Skrivnostni plamen kraljice Loane (La misteriosa fiamma della regina Loana, 2004)
- Praško pokopališče (Il cimitero di Praga, 2010)

### Filozofska dela
- Il problema estetico in San Tommaso (1956)
- "Sviluppo dell'estetica medievale", v Momenti e problemi di storia dell'estetica (1959 )
- Opera aperta (1962, rev. 1976)
- Diario Minimo (1963)
- Apocalittici e integrati (1964)
- Le poetiche di Joyce (1965)
- Il costume di casa (1973)
- Trattato di semiotica generale (1975)
- Il Superuomo di massa (1976)
- Dalla periferia dell'impero (1977)
- Lector in fabula (1979)
- Sette anni di desiderio (1983)
- Postille al nome della rosa (1983)
- Semiotica e filosofia del linguaggio (1984)
- I limiti dell'interpretazione (1990)
- Interpretation and Overinterpretation (1992)
- Iskanje popolnega jezika v evropski kulturi (La ricerca della lingua perfetta nella cultura europea, 1993)
- Šest sprehodov skozi pripovedne gozdove (Sei passeggiate nei boschi narrativi, )
- Incontro - Encounter - Rencontre (1996 - v italijanščini, francoščini in angleščini)
- In cosa crede chi non crede? (skupaj z Carlo Maria Martini, 1996 )
- Cinque scritti morali (1997)
- Kant e l'ornitorinco (1997)
- Serendipities: Language and Lunacy (1998)
- Il secondo diario minimo (1994)

### Navodila
- Kako napišemo diplomsko nalogo (Come si fa una tesi di laurea, 1977)

### Za otroke
(ilustracije: Eugenio Carmi)
- La bomba e il generale (1966, rev. 1988 - prevaja se kot: Bomba in general)
- I tre cosmonauti (1966 - prevaja se kot: Trije astronavti)
- Gli gnomi di Gnu (1992)